# Stefan Wapniarek
Stefan Wapniarek (ur. 23 lutego 1916 w Oberhausen, zm. 18 października 1940) – porucznik pilot Polskich Sił Powietrznych w Wielkiej Brytanii, kawaler Krzyża Srebrnego Orderu Wojennego Virtuti Militari.

## Życiorys
Absolwent Szkoły Podchorążych Lotnictwa w Dęblinie (XII promocja, 15 lokata)
W kampanii wrześniowej 1939 walczył w składzie 132 eskadry myśliwskiej. Zestrzelił 3 samoloty. Dostał się do niemieckiej niewoli, z której uciekł.
Przez Rumunię i Francję przedostał się do Anglii, gdzie otrzymał numer służbowy P-1291 i brytyjski stopień funkcyjny podporucznika. Po przeszkoleniu na sprzęcie brytyjskim został przydzielony 30 lipca 1940 roku do dywizjonu 302. Brał udział w bitwie o Anglię. 18 października 1940 jego Hurricane (nr P3872) został uszkodzony i rozbił się podczas lądowania. Pilot zginął i został pochowany na cmentarzu w Northwood.

## Zwycięstwa powietrzne
Na liście Bajana figuruje na 59. pozycji z 4 zniszczonymi samolotami.
Chronologiczny wykaz zwycięskich walk powietrznych
Zestrzelenia pewne:
- He-111 - 7 (11?) września 1939
- Me-109 - 12 września 1939
- Hs-126 - 16 września 1939
- Ju-88 - 18 września 1940[3]

## Ordery i odznaczenia
- Krzyż Srebrny Orderu Virtuti Militari[4]
- Krzyż Walecznych pośmiertnie
- Medal Lotniczy
- Polowa Odznaka Pilota